# Vaniprevir
Vaniprevir (MK-7009) là một macrocyclic virus viêm gan C (HCV) chất ức chế protease NS3/4A, được phát triển bởi Merck &amp; Co., mà hiện đang trong thử nghiệm lâm sàng.
Tại Nhật Bản, nó đã được phê duyệt để điều trị viêm gan C vào năm 2014 dưới tên thương hiệu Vanihep.